# Тимково (станция)

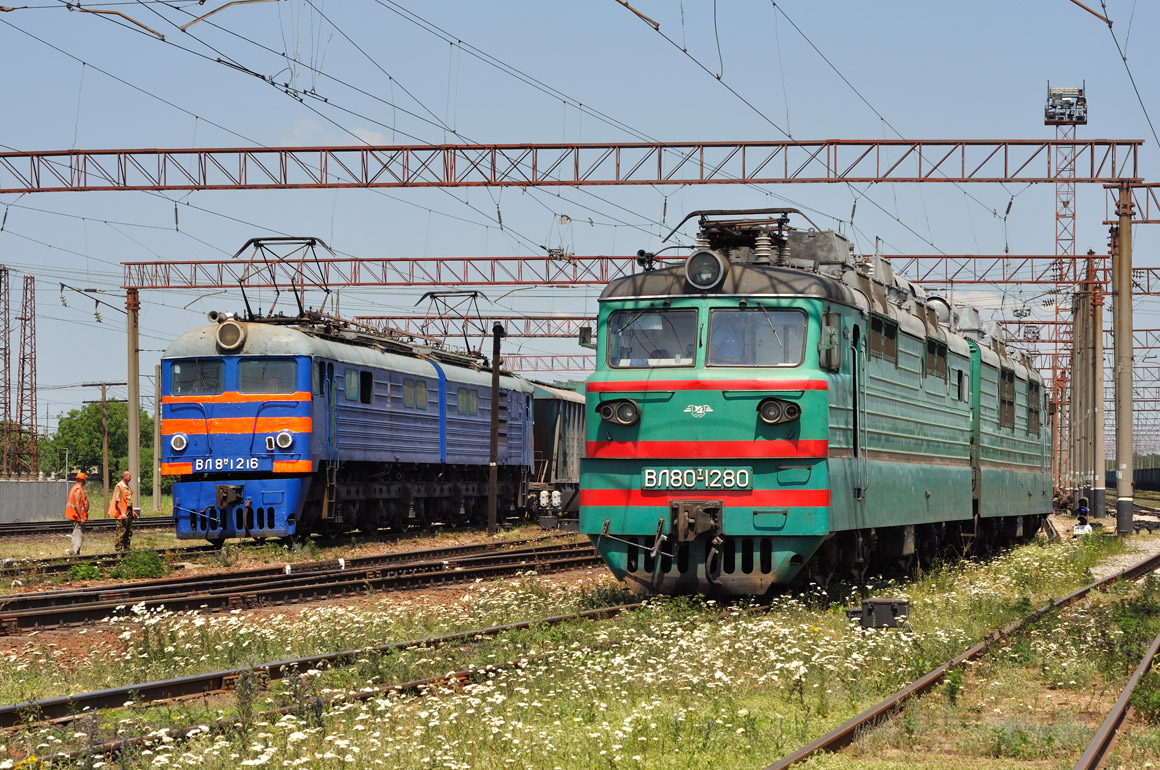
«Постоянник» ВЛ8 и «переменник» ВЛ80 на соседних путях

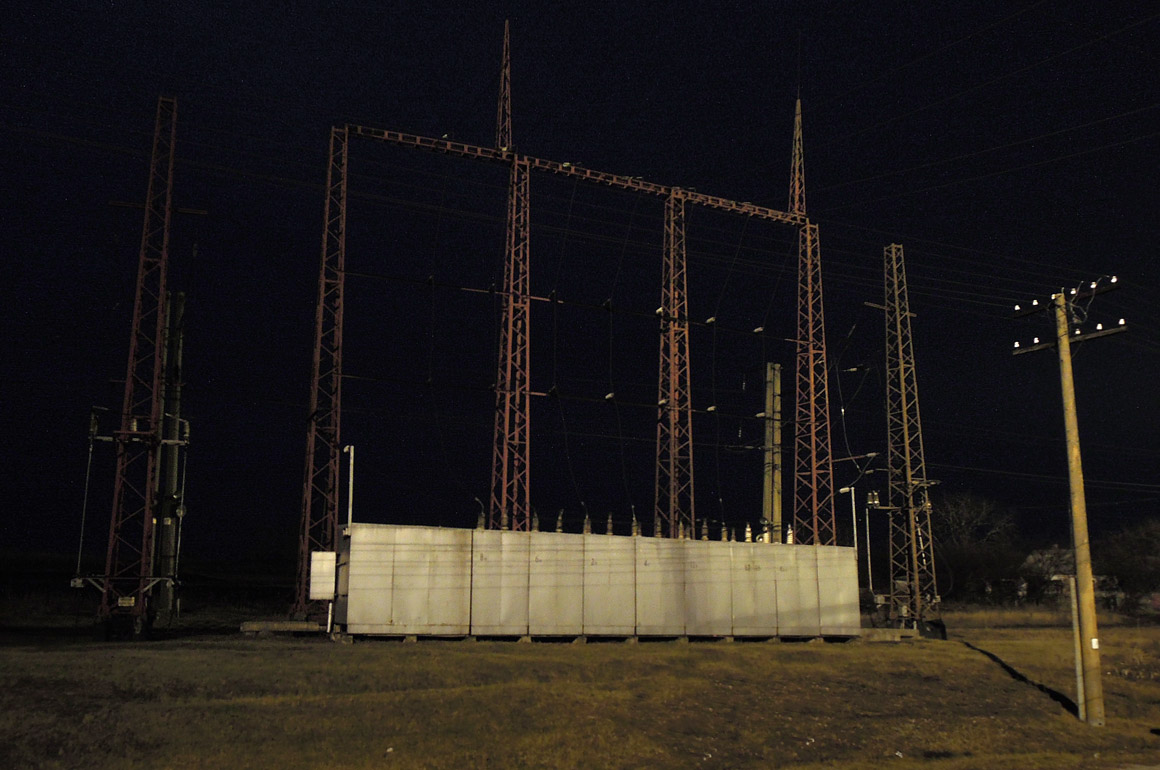
Пункт группировки, подающий на каждый путь ток нужного рода

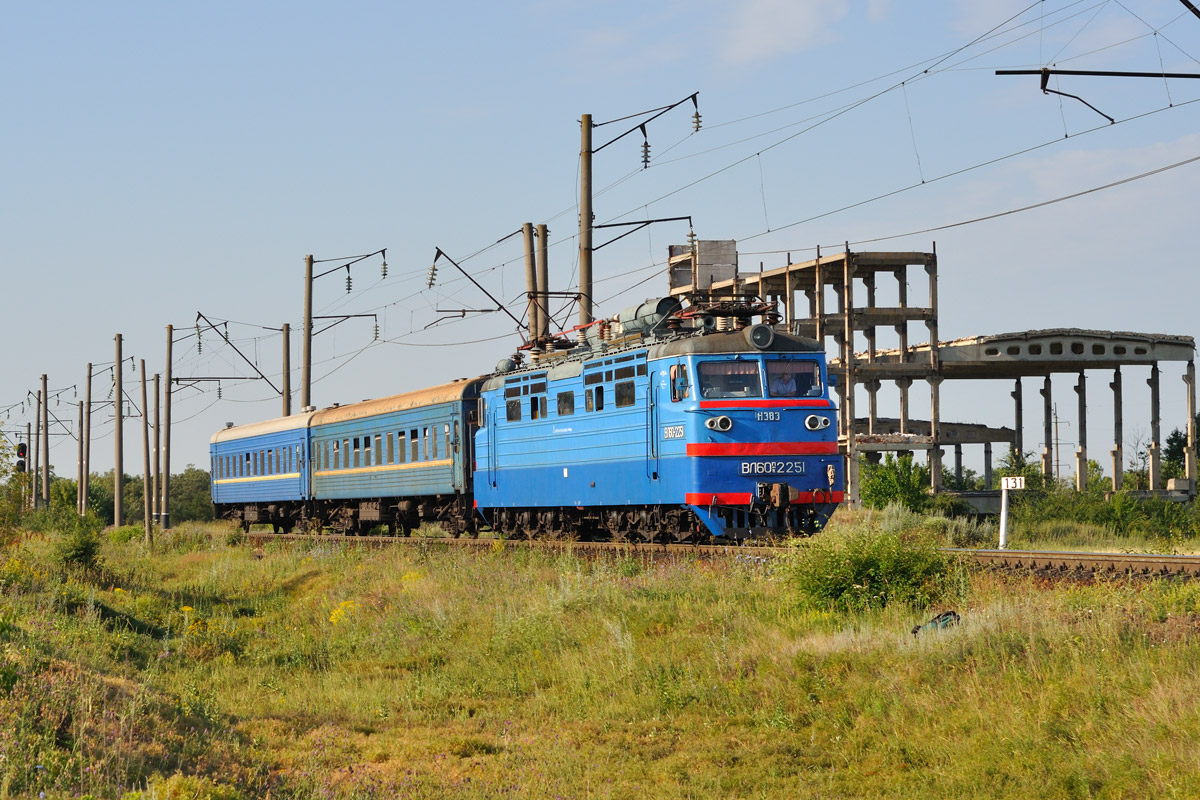
Пригородный поезд Долинская - Тимково - Помошная на фоне руин локдепо

Тимково (укр. Тимкове) — станция стыкования в Кировоградской области Украины, принадлежащая Одесской ЖД. На станции электровозы постоянного тока ВЛ8, ВЛ11М депо Кривой Рог, Мелитополь, Нижнеднепровск-Узел, приводящие поезда, сформированные преимущественно на горных и металлургических предприятиях городов Кривой Рог, Никополь, Марганец и др., сменяются электровозами переменного тока ВЛ80Т и С, ведущими поезда в морские порты Одесской области, а также по другим направлениям. Через станцию Тимково проходят и некоторые пассажирские поезда, следующие с запада Украины и Киева в Запорожье и Новоалексеевку — электровозы-«переменники» ЧС4 и ЧС8 сменяются «постоянниками» ЧС2 и ЧС7.
Станция состоит из одного 13-путного парка, два крайних пути (5-й и 13-й) имеют ручные разъединители-заземлители для организации безопасного производства работ на вагонах. Переключение рода тока в контактной сети — автоматическое с помощью трёхпозиционных воздушных переключателей, получающих команду с поста электрической централизации станции. Переключатели установлены в четырёх пунктах группировки — ПГ1, ПГ2 и ПГ3 у чётной (западной) горловины станции, ПГ4 у нечётной горловины. Так как на станции начинаются несколько участков обращения электровозов ОДС ЖД (Тимково - Помошная - Одесса, Тимково - Помошная - Слободка - Жмеринка, Тимково - Шевченко - Мироновка), то на ней шло строительство локомотивного депо, заброшенное в 1990-е годы.